# Рожден ден (песен)
„Рожден ден“ е единадесетата песен на българската певица Росица Кирилова от двадесет и първия ѝ студиен албум „25 години на сцената – Като да и не“.